# Stichting Volkshuisvesting Suriname
Stichting Volkshuisvesting Suriname (SVS) is een Surinaamse overheidsinstantie. De Stichting, zoals ze door woningzoekenden wel werd genoemd, maakt deel uit van het ministerie van Sociale Zaken en Volkshuisvesting. Ze is opgericht als woningbouwcorporatie met de bouw van huurwoning in de sociale huursector. Die taak veranderde begin 21e eeuw naar de registratie van woningzoekenden.

## Geschiedenis
De Stichting Volkshuisvesting Suriname werd op 7 maart 1951 door het gouvernement opgericht en had toen 5.000 gulden startkapitaal. Twee decennia later, in 1972, was voor een bedrag van 1,4 miljoen gulden aan leningen verstrekt.
Ze kreeg de taak mee om gouvernementswoningen te exploiteren, aanvankelijk die in de wijk in Beekhuizen in Paramaribo. De ambtshalve directeur was de directeur van Sociale Zaken.
Rond 1964 werd gebouwd aan de nieuwe huisvesting, waarvan de eerste steen op 30 november 1963 werd gelegd. Het pand werd gebouwd in Zorg en Hoop, op de hoek van de Madeliefjestraat en Ananasstraat. Dit werd ook het adres voor het directoraat Volkshuisvesting.
In september 1977, twee jaar na de onafhankelijkheid, werden de statuten gemoderniseerd.
Jaarlijks bracht de stichting een jaarverslag uit. In de militaire periode (1980-1987) verkreeg de stichting niet eenmaal goedkeuring van een accountant, maar ook in de jaren erna ontbraken de financiële jaarcijfers waardoor de boeken niet gecontroleerd konden worden.
Sinds circa 2005 heeft de stichting minstens tien jaar lang geen woningbouwprojecten meer uitgevoerd. Die taak was verlegd naar een presidentiële commissie.